# Так и быть
«Так и быть» — второй студийный альбом российской группы «Пропаганда», изданный 6 апреля 2003 года студией «Монолит». В октябре 2003 года альбом был переиздан под названием «Кто-то играет в любовь…».
Отличается от предыдущего альбома «Детки» резкой сменой стиля. Он выдержан в жанре поп с преобладанием танцевальных аранжировок и полным отсутствием речитативных рэп-партий.

## Об альбоме
После успеха дебютного альбома группы «Детки», вышедшего в феврале 2002 года, началась работа над следующей пластинкой. Уже летом того же года была записана новая песня «Холодно». Однако в это время в группе возникли разногласия и две участницы начального трио — Виктория Петренко и Юлия Гаранина — покинули состав коллектива. На их место были приглашены Екатерина Олейникова и Ольга Морева. В обновленном составе, осенью 2002 года, был снят видеоклип на первую песню из будущего альбома — «5 минут на любовь», кардинально отличающуюся от предыдущих работ сексуальностью, элементами танцевальной музыки и отсутствием речитативных рэп-партий.
Придерживаясь обновлённого стиля и вытеснения образа «дворовых девочек» в феврале 2003 года выходит видеоклип на песню «Так и быть», которая за короткое время становится хитом. На волне успеха с этой песней группа «Пропаганда» выступила на концерте «Бомба года», участвовала в отборочном туре фестиваля «Песня года», а также стала лауреатом премии «Стопудовый хит».
6 апреля 2003 года состоялся релиз одноимённого альбома. В тот же день прошла его презентация в одном из московских торговых центров. После выхода альбома в широкую радиоротацию вышла композиция «Дождь по крыше», которая без видеоклипа также имела хороший успех. Также в это время группа участвовала в музыкальной передаче телеканала ТВ Центр «Серебряный диск», где исполняла синглы из альбома.
В октябре того же года альбом был переиздан под названием «Кто-то играет в любовь…». Название было взято из текста новой песни «Песня без слов…», которая была выпущена на радио перед выпуском переиздания.

## Реакция критиков
Алексей Мажаев в рецензии для журнала Play дал диску отрицательную оценку, посчитав, что «смена состава отразилась на музыке „Пропаганды“ самым пагубным образом». «Судя по забитому лирическими любовными песнями репертуару, группу решено превратить в подобие каких-нибудь „карамелек“» — пишет рецензент. По его мнению, успехов на этом поприще пока не наблюдается— «слишком своеобразны внешность и вокал лидера группы Вики Ворониной, которая сочиняет все песни».

## Список композиций
Слова и музыка всех песен — Виктории Ворониной.
| №                   | Название                    | Ремикс              | Длительность |
| ------------------- | --------------------------- | ------------------- | ------------ |
| 1.                  | «Обнять»                    |                     | 3:29         |
| 2.                  | «5 минут на любовь»         |                     | 4:29         |
| 3.                  | «Так и быть»                |                     | 4:34         |
| 4.                  | «Дождь по крыше»            |                     | 3:43         |
| 5.                  | «Весна»                     |                     | 4:09         |
| 6.                  | «Войди»                     |                     | 3:37         |
| 7.                  | «Я сама»                    |                     | 4:25         |
| 8.                  | «Океан»                     |                     | 5:04         |
| 9.                  | «Улетай»                    |                     | 4:18         |
| 10.                 | «Ветер за окном»            |                     | 4:45         |
| 11.                 | «5 минут на любовь (remix)» | В. Воронина         | 4:06         |
| Общая длительность: | Общая длительность:         | Общая длительность: | 46:39        |

| №                   | Название                    | Ремикс              | Длительность |
| ------------------- | --------------------------- | ------------------- | ------------ |
| 1.                  | «Песня без слов…»           |                     | 4:13         |
| 2.                  | «5 минут на любовь»         |                     | 4:28         |
| 3.                  | «Обнять»                    |                     | 3:26         |
| 4.                  | «Так и быть»                |                     | 4:31         |
| 5.                  | «Дождь по крыше»            |                     | 3:41         |
| 6.                  | «Океан»                     |                     | 5:02         |
| 7.                  | «Войди»                     |                     | 3:35         |
| 8.                  | «Я сама»                    |                     | 4:23         |
| 9.                  | «Весна»                     |                     | 4:06         |
| 10.                 | «Улетай»                    |                     | 4:16         |
| 11.                 | «Ветер за окном»            |                     | 4:42         |
| 12.                 | «5 минут на любовь (remix)» | В. Воронина         | 4:08         |
| 13.                 | «Океан (remix)»             | La Treck            | 3:50         |
| Общая длительность: | Общая длительность:         | Общая длительность: | 54:21        |

## Видеоклипы
- «5 минут на любовь» / «5 минут на любовь (remix)»
- «Так и быть»
- «Океан»